# Криштофович Африкан Миколайович
Африка́н Микола́йович Криштофо́вич (*8 листопада 1885, Криштопівка — †8 листопада 1953, Ленінград) — геолог, палеоботанік. Академік АН УРСР (13.02.1945), член-кореспондент АН СРСР (1953). Лауреат Державної премії СРСР (1946). Почесний член Національного географічного товариства США. Почесний член Лондонського географічного та Американського і Лондонського геологічних товариств (1946).

## Біографія
А. М. Криштофович народився 8 листопада (за новим стилем) 1885 у селі Криштопівка Павлоградського повіту Катеринославської губернії (тепер Близнюківський район Харківської області). Криштопівка — родинний маєток. Батьком Африкана був павлоградський поміщик Микола Андрійович Криштафович (1838—1889), а дід Андрій Іванович (нар. 1782) — дворянин і поміщик Павлоградського повіту, гвардії підпоручик, який 1800 року починав військову службу рядовим лейб-гвардії Ізмайлівського полку, брав участь у походах при Австерліці і Фрідланді. Мав землі не лише на Катеринославщині, але й на сусідній Полтавщині. Бабусею Африкана була дочка ротмістра Пелагія Андріївна Ракович.
З чотирирічного віку Африкана виховував вітчим. Навчався в Першій Київській гімназії. З другого класу перейшов у Павлоградську гімназію, яку закінчив із срібною медаллю 1903 року.
З 1903 р. навчався у Новоросійському університеті (нині — Одеський національний університет імені І. І. Мечникова), який закінчив у 1908 р. з дипломом першого ступеня.
Працював у Геологічному комітеті (1914—1923), Центральному науково-дослідному геологорозвідувальному інституті (1924—1941 та з 1944) та Ботанічному інституті АН СРСР (1924—1929) в Ленінграді. Водночас професор Ленінградського університету (з 1924).
У травні 1930 його арештовують за сфабрикованим так званим «Делом Академии наук». Півтора року його утримують у Ленінградській в'язниці «Кресты». У визволенні вченого величезну роль відіграв директор Центрального науково-дослідного геологорозвідувального інституту М. І. Сазонов і, особливо, "батько російської геології академік Російської і Української академій наук О. П. Карпінський. 8 серпня 1931 А. М. Криштофовича висилають на 5 років до Свердловська з дозволом на читання лекцій. Тут він до кінця 1934 читав курс палеоботаніки в Уральському університеті і в Гірничому інституті.
У 1941—1944 — співробітник Геологічного управління Узбецької РСР та професор Середньоазіатського університету в Ташкенті.
З 1935 працював в Москві, Ленінграді (ЦНДГРІ-ВСЕГЕІ), Києві, Ташкенті, Одесі.
8 листопада (в день свого 67-річчя) Африкан Криштофович раптово помер у Ленінграді. Похований на Серафимівському кладовищі.
Реабілітований посмертно в 1967.

## Наукові досягнення
Досліджував кайнозойські, мезозойські та палеозойські відкладення на території Далекого Сходу Росії, Північного Китаю, Кореї, Японії, геологію і стратиграфію вугленосних кайнозойських і мезозойських відкладень Північно-Східної Азії.
Праці А. М. Криштофовича одержали всесвітнє визнання. У 1934 ВАК СРСР присуджує йому науковий ступінь доктора геологічних наук без захисту дисертації. 1936 Національне географічне товариство США обирає його своїм почесним членом. 1938 його приймають членом Московського товариства дослідників природи. 1946 його обирають почесним членом Лондонського географічного та Американського і Лондонського геологічних товариств.
У 1945 р. Українська академія наук обирає його дійсним членом, а Академія наук СРСР у 1953 р. — членом-кореспондентом.
Підручник А. М. Криштофовича «Палеоботаніка» у 1946 відзначається Державною премією СРСР. На честь А. М. Криштофовича науковці різних країн назвали його ім'ям 85 встановлених видів, родів, родин флори й фауни. Його ім'ям названо гірський хребет на Курильських островах і кратер на Марсі (координати 48° пд.ш. і 62° зх.д.).